# Fontenelle-en-Brie
Fontenelle-en-Brie je bývalá francouzská obec v departementu  Aisne v regionu Hauts-de-France. V roce 2015 zde žilo 210 obyvatel.
K 1. lednu 2016 byla sloučena s obcemi Artonges, La Celle-sous-Montmirail a Marchais-en-Brie do nově vzniklé obce Dhuys et Morin-en-Brie.

## Vývoj počtu obyvatel
Počet obyvatel